# Ionización química

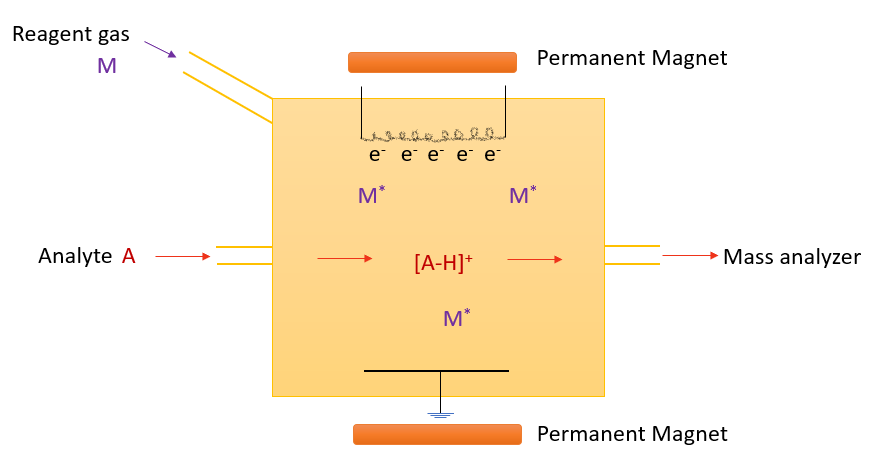
Un diagrama esquemático de la fuente de ionización química.

La ionización química (CI, por sus siglas en inglés) es una técnica de ionización suave utilizada en espectrometría de masas. Esto fue introducido por primera vez por Burnaby Munson y Frank H. Field en 1966. Esta técnica es una rama de la química de la molécula de iones gaseosos. Las moléculas de gas reactivo se ionizan por ionización electrónica, que luego reaccionan con moléculas del analito en la fase gaseosa para lograr la ionización. La ionización química negativa (NCI), la ionización química de intercambio de carga y la ionización química a presión atmosférica (APCI) son algunas de las variaciones comunes de esta técnica. La CI tiene varias aplicaciones importantes en la identificación, elucidación de estructuras y la cuantificación de compuestos orgánicos. Además de las aplicaciones en química analítica, la utilidad de la ionización química se extiende también a los campos bioquímicos, biológicos y medicinales.

## Principios de Operación
La ionización química requiere una menor cantidad de energía en comparación con la ionización electrónica (EI), pero esto depende del material reactivo utilizado. Este mecanismo de ionización de baja energía produce menos o a veces ninguna fragmentación, y generalmente un espectro más simple. La falta de fragmentación limita la cantidad de información estructural que se puede determinar sobre las especies ionizadas. Sin embargo, un espectro de CI típico tiene un pico de ion molecular protonado fácilmente identificable [M+1]+, que permite una fácil determinación de la masa molecular. Esta técnica requiere la transferencia de entidades de alta masa del gas reactivo al analito, y por lo tanto, el principio de Franck-Condon no gobierna el proceso de ionización. Por lo tanto, la CI es bastante útil en los casos en que la energía de los electrones de bombardeo en EI es alta, lo que resulta exclusivamente en la fragmentación del analito, lo que hace que el pico de ion molecular sea menos detectable o esté completamente ausente. 

## Instrumentación
CI utiliza una fuente común de ionización como EI, con algunas modificaciones. Para facilitar las reacciones entre los iones-gases, la cámara se mantiene a prueba de gas con una presión alrededor de 1 torr. Los electrones se producen a través de un filamento de metal, que está hecho de tungsteno, renio o iridio y viajan a una distancia más larga en la cámara de ionización, debido a la alta energía que posee. A diferencia de EI, el imán y la trampa de electrones no son necesarios para el CI, ya que el haz de electrones no viaja al final de la cámara. La presión dentro de la cámara se mantiene por debajo de 10−4 torr.

## Mecanismo
Un experimento de IC implica el uso de reacciones ácido-base en fase gaseosa en la cámara. Los iones se producen a través de la colisión del analito con los iones de un gas reactivo que están presentes en la fuente de iones. Algunos gases reactivos comunes incluyen: metano, amoniaco, agua e isobutano. Dentro de la fuente de iones, el gas reactivo está presente en gran exceso en comparación con el analito. Los electrones que ingresan a la fuente con energía alrededor de 200-500 eV ionizarán preferentemente el gas reactivo. Luego, las reacciones de iones / moléculas producen iones reactivos más estables y las colisiones resultantes con otras moléculas de gas reactivo crearán un plasma de ionización. Los iones positivos y negativos del analito se forman por reacciones con este plasma.
Las siguientes reacciones son posibles con el metano como gas reactivo. 

### Formación de iones primarios
{\displaystyle {\ce {CH4{}+e^{-}->CH4^{+\bullet }{}+2e^{-}}}}

### Reactivos secundarios iones
{\displaystyle {\ce {CH4{}+CH4^{+\bullet }->CH5+{}+CH3^{\bullet }}}}
{\displaystyle {\ce {CH4 + CH3^+ -> C2H5+ + H2}}}

### Formación de iones del producto
{\displaystyle {\ce {M + CH5+ -> CH4 + [M + H]+}}}    (protonación)
{\displaystyle {\ce {AH + CH3+ -> CH4 + A+}}}    ({\displaystyle {\ce {H^-}}} abstracción)
{\displaystyle {\ce {M + C2H5+ -> [M+ C2H5]+}}}    (formación de aductos)
{\displaystyle {\ce {A + CH4+ -> CH4 + A+}}}    (cambio de carga)
Si el amoníaco es el gas reactivo, 
{\displaystyle {\ce {NH3{}+e^{-}->NH3^{+\bullet }{}+2e^{-}}}}
{\displaystyle {\ce {NH3{}+NH3^{+\bullet }->NH4+{}+NH2}}}
{\displaystyle {\ce {M + NH4^+ -> MH+ + NH3}}}
Para el isobutano como gas reactivo, 
{\displaystyle {\ce {C4H10{}+e^{-}->C4H10^{+\bullet }{}+2e^{-}}}({\ce {+C3H7+}}{\text{y otros iones}})}
{\displaystyle {\ce {C3H7^{+}{}+C4H10^{+\bullet }->C4H9^{+}{}+C3H8}}}
{\displaystyle {\ce {M + C4H9^+ -> MH^+ + C4H8}}}
La ionización autoquímica es posible si el ion reactivo es una forma ionizada del analito.

## Ventajas y limitaciones
Los iones moleculares de alta energía producidos por el bombardeo con electrones pasan su energía a moléculas neutras a través de la colisión. Esto permite que los analitos estén menos fragmentados y, por lo tanto, se puede determinar el peso molecular de un analito desconocido. La extensión de la fragmentación se controla mediante la selección adecuada de gases reactivos. Los espectros proporcionados por CI son más simples y más sensibles comparación con otros métodos de ionización.  Además, algunas variaciones de CI pueden acoplarse a técnicas de separación cromatográfica, mejorando así su utilidad en la identificación de compuestos.  Sin embargo, este método está restringido a compuestos volátiles y debido a una menor fragmentación, se puede obtener una menor cantidad de información. 

## Aplicaciones

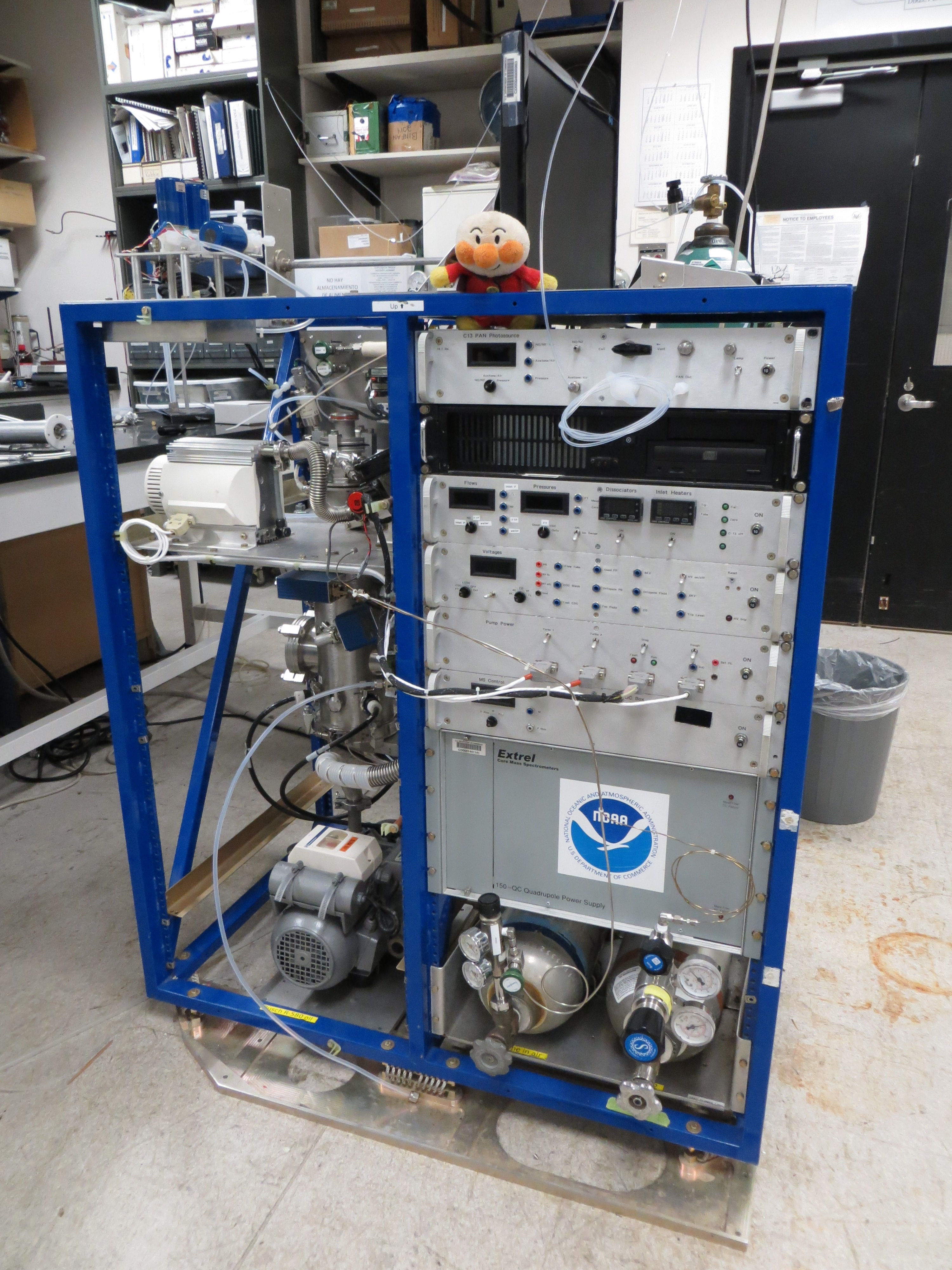
Espectrómetro de masas de ionización química de peroxinitrato en la Administración Nacional Oceánica y Atmosférica de los Estados Unidos

La espectrometría de masas CI es una herramienta útil en la elucidación de la estructura de compuestos orgánicos. Esto es posible con CI, porque la formación de [M+1]+ elimina una molécula estable, que se puede usar para adivinar los grupos funcionales presentes. Además de eso, el CI facilita la capacidad de detectar el pico de ion molecular, debido a una fragmentación menos extensa. La ionización química también se puede usar para identificar y cuantificar un analito presente en una muestra, mediante el acoplamiento de técnicas de separación cromatográfica a CI, como cromatografía de gases (GC), cromatografía líquida de alto rendimiento (HPLC) y electroforesis capilar (CE). Esto permite la ionización selectiva de un analito a partir de una mezcla de compuestos, donde se pueden obtener resultados precisos y precisos. 

## Variantes

### Ionización química negativa
La ionización química para el análisis de fase gaseosa es positiva o negativa. Casi todos los analitos neutros pueden formar iones positivos a través de las reacciones descritas anteriormente. 
Para ver una respuesta por ionización química negativa (NCI, también NICI), el analito debe ser capaz de producir un ion negativo (estabilizar una carga negativa), por ejemplo, por ionización de captura electrónica. Debido a que no todos los analitos pueden hacer esto, el uso de NCI proporciona un cierto grado de selectividad que no está disponible con otras técnicas de ionización más universales (EI, PCI). El NCI se puede usar para el análisis de compuestos que contienen grupos ácidos o elementos electronegativos (especialmente halógenos). : 23  Además, la ionización química negativa es más selectiva y demuestra una mayor sensibilidad hacia los agentes oxidantes y los agentes alquilantes.
Debido a la alta electronegatividad de los átomos de halógeno, el NCI es una opción común para su análisis.  Esto incluye muchos grupos de compuestos, como PCB, pesticidas y productos ignífugos. La mayoría de estos compuestos son contaminantes ambientales, por lo que gran parte del análisis del NCI que se lleva a cabo se realiza bajo los auspicios del análisis ambiental. En los casos en que se necesitan límites de detección muy bajos, las sustancias tóxicas para el medio ambiente, como las especies halogenadas, los agentes oxidantes y alquilantes se analizan con frecuencia mediante un detector de captura de electrones acoplado a un cromatógrafo de gases. 
Los iones negativos se forman mediante la captura por resonancia de un electrón de energía casi térmica, la captura disociativa de un electrón de baja energía y mediante interacciones iónicas y moleculares como la transferencia de protones, la transferencia de carga y la transferencia de hidruro. En comparación con los otros métodos que involucran técnicas de iones negativos, el NCI es bastante ventajoso, ya que la reactividad de los aniones se puede monitorear en ausencia de un solvente. Esta técnica también puede determinar las afinidades electrónicas y las energías de las valencias bajas.

### Ionización química de intercambio de carga
Esto también es similar a la IC y la diferencia radica en la producción de un catión radical con un número impar de electrones.  Las moléculas de gas reactivo se bombardean con electrones de alta energía y los iones de gas reactivo del producto extraen electrones del analito para formar cationes radicales. Los gases reactivos comunes utilizados para esta técnica son tolueno, benceno, NO, Xe, Ar y He. 
El control cuidadoso sobre la selección de gases reactivos y la consideración hacia la diferencia entre la energía de resonancia del catión radical de gas reactivo y la energía de ionización del analito se pueden usar para controlar la fragmentación. Las reacciones para la ionización química de intercambio de carga son las siguientes. 

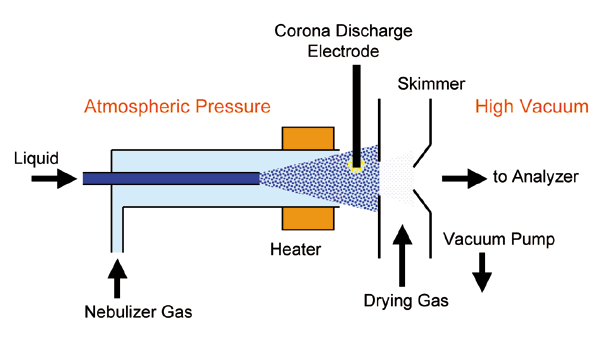
Fuente de ionización química a presión atmosférica.

{\displaystyle {\ce {He{}+e^{-}->He^{+\bullet }{}+2e^{-}}}}
{\displaystyle {\ce {He^{+\bullet }{}+M->M^{+\bullet }}}}

### Ionización química a presión atmosférica
La ionización química en una descarga eléctrica a presión atmosférica se denomina ionización química a presión atmosférica (APCI), que generalmente utiliza agua como gas reactivo. Una fuente de APCI está compuesta por una salida de cromatografía líquida, nebulizando el eluyente, un tubo de vaporizador calentado, una aguja de descarga de corona y una entrada de orificio a 10−3 torr vacío. El analito es una pulverización de gas o líquido y la ionización se realiza utilizando una descarga de corona de presión atmosférica. Este método de ionización a menudo se combina con una cromatografía líquida de alto rendimiento en la que la fase móvil que contiene el analito eluyente rociado con altas tasas de flujo de nitrógeno o helio y la pulverización de aerosol se somete a una descarga de corona para crear iones. Es aplicable a compuestos relativamente menos polares y térmicamente menos estables. La diferencia entre APCI y CI es que APCI funciona bajo presión atmosférica, donde la frecuencia de colisiones es mayor. Esto permite mejorar la sensibilidad y la eficiencia de ionización.